# Peter Davis (réalisateur)
Pour les articles homonymes, voir Peter Davis et Davis.
Peter Davis (né Peter Frank Davis le 2 janvier 1937 à Los Angeles) est un journaliste, réalisateur de documentaires et producteur américain.

## Biographie
Né à Santa Monica près de Los Angeles de Tess Slesinger et Frank Davis tous deux scénaristes, il est diplômé de Harvard, puis voyage en Inde. Il travaille en tant que journaliste pour CBS News jusqu'en 1972. Il est marié avec Karen Zehring depuis 1979, avec qui il a deux enfants. Il était marié auparavant avec Johanna Mankiewicz.
Il est connu pour le documentaire sur la guerre du Viet Nam Le Cœur et l'esprit (1974) pour lequel il a remporté un Oscar en 1975 avec Bert Schneider, The Selling of the Pentagon en 1971 et In Darkest Hollywood: Cinema and Apartheid en 1993.

## Filmographie
- 1965 : The Berkeley Rebels
- 1969 : The Battle of East St. Louis
- 1969 : Once Upon a Wall
- 1971 : The Selling of the Pentagon
- 1974 : Le Cœur et l'Esprit (Hearts and Minds)
- 1977 : South Africa: The White Laager
- 1990 : The Best Hotel on Skid Row
- 1992 : Age 7 in America
- 1993 : In Darkest Hollywood: Cinema and Apartheid
- 1993 : JACK: The Last Kennedy Film
- 1994 : Nelson Mandela: Prisoner to President

## Livres
- 1982 : Hometown, Ed. Simon and Schuster,  (ISBN 0671245562)
- 1987 : Where is Nicaragua?, Ed. Simon and Schuster,  (ISBN 0671657208)
- 1995 : If You Came This Way, a journey through the lives of the underclass, ed. Wiley  (ISBN 0471110744)

## Nomiations et récompenses
Il obtient l'Oscar du meilleur film documentaire en 1975 pour Le Cœur et l'esprit (Hearts and Minds), ainsi que le Prix Georges-Sadoul pour ce même film.